# Calathus granatensis
Calathus granatensis es una especie de escarabajo de la subfamilia Platyninae que es endémica de España. Es un escarabajo de la familia Carabidae. Se encuentra en Castilla-La Mancha, en concreto en Cuenca. Su aspecto es bastante poco llamativo, es más bien discreto. No se sabe cuáles son las diferencias con otros Calathus. Su color en general es castaña oscura. Su cabeza es más pequeña y estrecha que el resto del cuerpo , llamado pronoto. Su cuerpo tiene forma subcuadrangular, es más ancho que largo y es también algo más ancho que largo. Su primer borde es más corto que el posterior, algo más ancho que largo. Los élitros, las alas, tienen un color uniforme y unas cosillas finas en el medio. El conjunto de antenas y patas tienen una coloración ligeramente más clara.